# 梶川裕嗣
梶川 裕嗣（かじかわ ゆうじ、1991年7月26日 - ）は、愛知県豊田市出身のプロサッカー選手。Jリーグ・鹿島アントラーズ所属。ポジションはゴールキーパー（GK）。

## 来歴
名古屋グランパスの下部組織を経て東海学園高等学校、東海学園大学へ進学。大学では東海学生リーグでベストイレブンを受賞、デンソーカップチャレンジサッカーでは東海・北信越選抜に選出されるなど活躍。2014年シーズンより湘南ベルマーレに加入。秋元陽太の控えとしてプロ生活をスタートし、プロ1年目は天皇杯で公式デビューを飾ったが、2年目の2015年は公式戦出場無しに終わった。秋元がFC東京に移籍した2016年も村山智彦の加入もあり控えという立場は変わらずも、チームの降格が決まった後の終盤2試合で出場機会を得た。
秋元が湘南に復帰した2017年、出場機会を求めて徳島ヴォルティスに期限付き移籍。17年は長谷川徹とポジションを争いながら、14試合に出場した。翌年より完全移籍に移行。18年にポジションを長谷川から奪った。
2019年12月24日、横浜F・マリノスへの完全移籍が発表された。
当初は朴一圭の控えとしての立場だったが、朴の怪我もあって出場した際に穴を埋める活躍を見せ、朴が怪我から復帰後も試合に出場した。しかし朴がサガン鳥栖に移籍し、その鳥栖から加入した高丘陽平にポジションを奪われ、さらには栃木SCからレンタルバックで復帰したオビ・パウエル・オビンナが高丘とポジションを争う形になったため、控えからも外れることになった。
2021シーズンも引き続きリーグ戦のメンバーからは外れていたが、3月17日に行われたJ1リーグ第5節徳島ヴォルティス戦で同年初のベンチ入りを果たす。そして約1ヶ月後に行われたルヴァンカップ第3節清水エスパルス戦で同年公式戦初出場を果たした。しかしこの年は高丘がレギュラーに完全定着したこともあって、リーグ戦の出場は無かった。
2021年12月27日、ジュビロ磐田への完全移籍が発表された。2022シーズンは、正GK三浦龍輝の控えにとどまり、アレクセイ・コシェレフと第2GKの座を争いながらリーグ戦3試合に出場した。
2023シーズンは開幕スタメンを奪取するも、シーズン中盤で再び三浦にポジションを譲り、シーズン通して13試合の出場に留まった。
2023年12月28日、鹿島アントラーズへ完全移籍が発表された。

## 所属クラブ
- 1998年 - 1999年 駒場SC（豊田市立駒場小学校）
- 2000年 - 2003年 名古屋グランパスエイトU-12
- 2004年 - 2006年 名古屋グランパスエイトU-15（豊田市立前林中学校）
- 2007年 - 2009年 東海学園高等学校
- 2010年 - 2013年 東海学園大学
  - 2010年 FC刈谷
- 2014年 - 2017年 湘南ベルマーレ
  - 2017年 徳島ヴォルティス（期限付き移籍）
- 2018年 - 2019年 徳島ヴォルティス
- 2020年 - 2021年 横浜F・マリノス
- 2022年 - 2023年 ジュビロ磐田
- 2024年 - 鹿島アントラーズ

## 個人成績
| 国内大会個人成績 | 国内大会個人成績 | 国内大会個人成績 | 国内大会個人成績 | 国内大会個人成績 | 国内大会個人成績 | 国内大会個人成績 | 国内大会個人成績 | 国内大会個人成績 | 国内大会個人成績 | 国内大会個人成績 | 国内大会個人成績 |
| 年度             | クラブ           | 背番号           | リーグ           | リーグ戦         | リーグ戦         | リーグ杯         | リーグ杯         | オープン杯       | オープン杯       | 期間通算         | 期間通算         |
| 年度             | クラブ           | 背番号           | リーグ           | 出場             | 得点             | 出場             | 得点             | 出場             | 得点             | 出場             | 得点             |
| 日本             | 日本             | 日本             | 日本             | リーグ戦         | リーグ戦         | リーグ杯         | リーグ杯         | 天皇杯           | 天皇杯           | 期間通算         | 期間通算         |
| ---------------- | ---------------- | ---------------- | ---------------- | ---------------- | ---------------- | ---------------- | ---------------- | ---------------- | ---------------- | ---------------- | ---------------- |
| 2014             | 湘南             | 21               | J2               | 0                | 0                | -                | -                | 1                | 0                | 1                | 0                |
| 2015             | 湘南             | 21               | J1               | 0                | 0                | 0                | 0                | 0                | 0                | 0                | 0                |
| 2016             | 湘南             | 21               | J1               | 2                | 0                | 0                | 0                | 2                | 0                | 4                | 0                |
| 2017             | 徳島             | 21               | J2               | 14               | 0                | -                | -                | 1                | 0                | 15               | 0                |
| 2018             | 徳島             | 21               | J2               | 35               | 0                | -                | -                | 1                | 0                | 36               | 0                |
| 2019             | 徳島             | 21               | J2               | 41               | 0                | -                | -                | 0                | 0                | 41               | 0                |
| 2020             | 横浜FM           | 21               | J1               | 17               | 0                | 1                | 0                | -                | -                | 18               | 0                |
| 2021             | 横浜FM           | 21               | J1               | 0                | 0                | 4                | 0                | 1                | 0                | 5                | 0                |
| 2022             | 磐田             | 24               | J1               | 3                | 0                | 3                | 0                | 2                | 0                | 8                | 0                |
| 2023             | 磐田             | 81               | J2               | 13               | 0                | 2                | 0                | 2                | 0                | 17               | 0                |
| 2024             | 鹿島             | 29               | J1               | 0                | 0                | 0                | 0                | 0                | 0                | 0                | 0                |
| 通算             | 日本             | 日本             | J1               | 22               | 0                | 5                | 0                | 8                | 0                | 35               | 0                |
| 通算             | 日本             | 日本             | J2               | 103              | 0                | 2                | 0                | 5                | 0                | 93               | 0                |
| 総通算           | 総通算           | 総通算           | 総通算           | 125              | 0                | 10               | 0                | 10               | 0                | 145              | 0                |

| 国際大会個人成績 | 国際大会個人成績 | 国際大会個人成績 | 国際大会個人成績 | 国際大会個人成績 |
| 年度             | クラブ           | 背番号           | 出場             | 得点             |
| AFC              | AFC              | AFC              | ACL              | ACL              |
| ---------------- | ---------------- | ---------------- | ---------------- | ---------------- |
| 2020             | 横浜FM           | 21               | 2                | 0                |
| 通算             | AFC              | AFC              | 2                | 0                |

## 代表・選抜歴
- 2013年 東海北信越大学選抜（第27回デンソーカップチャレンジサッカー）

## 獲得タイトル
- 東海学生サッカーリーグ1部 ベストイレブン（2012年）